# 50000
50000（五万、ごまん）は自然数、また整数において、49999の次で50001の前の数である。

## 性質
- 50000 は合成数であり、約数は 1, 2, 4, 5, 8, 10, 16, 20, 25, 40, 50, 80, 100, 125, 200, 250, 400, 500, 625, 1000, 1250, 2000, 2500, 3125, 5000, 6250, 10000, 12500, 25000, 50000 である。
  - 約数の和は121086 。
- 1/50000 = 0.00002
  - 割合にすると 0.002% (20ppm) である。
- 6752番目のハーシャッド数である。1つ前は49998、次は50004。

## その他 50000 に関連すること
- 50000 は 10万の 1/2 にあたる。
- ソニー・コンピュータエンタテインメントのPlayStation 2に型番 SCPH-50000 がある。
- 鉄道会社では、50000系、50000形という形式の車両を所有している会社がある。
- いくらでもあることを俗に「ごまんとある」という。なお、五万とあるという表記は当て字である。
- 大漢和辞典に収録されている漢字の総数は約 50000 文字である。
- 岡崎五万石-愛知県岡崎市の民謡、お座敷唄。岡崎藩が五万石だったことから。
- 下記の通貨には、50000 を単位とする紙幣がある。
  - キープ（ラオス）
  - ルピア（インドネシア）
  - ウガンダ・シリング（ウガンダ）
  - 大韓民国ウォン（韓国）
- 50000メートル競歩は陸上競技種目の1つ。

## 50001 から 59999 までの整数
- 50069 - 11 + 22 + 33 + 44 + 55 + 66
- 50400 - 高度合成数、矩形数
- 50591 - ソフィー・ジェルマン素数、スーパー素数
- 50653 = 373[1]
- 51341, 51343, 51347, 51349 - 26番目の四つ子素数
- 51347 - 安全素数
- 51599 - 安全素数、スーパー素数
- 51641 - マルコフ数[2]
- 51893 - ソフィー・ジェルマン素数、スーパー素数
- 51984 = 2282 = 373 + 113
- 52633 - カーマイケル数[3]
- 52488 - 23 × 38 = 183 × 9 = 184 ÷ 2 。十八進法で 9000 となる。9×18n の数、1つ前は2916、次は944784。素因数分解形が 2i × 3j の数、1つ前は49152、次は55296。
- 53016 - 五角錐数
- 53361 - 1から21の整数の3乗の和[4] (13 + 23 + 33 + ⋯ + 213 = 53361)
- 54205 - ツァイゼル数[5]
- 54748 - 各桁の数の5乗の和に等しい (55 + 45 + 75 + 45 + 85 = 54748)
- 54872 - 383
- 54901 - 千角数
- 55331, 55333, 55337, 55339 - 27番目の四つ子素数
- 55440 - 高度合成数、超過剰数、巨大過剰数
- 55459 - シェルピンスキーの問題において、Seventeen or Bustプロジェクトにより発見された6個の数のひとつ
- 55860 - 調和数[6]
- 55987 - 六進法の独自周期素数（英語版）
- 56448 - 五角錐数
- 57995 - 35を基とする最小のハーシャッド数
- 58309 - 777番目のスーパー素数
- 58654 - 国鉄8620形蒸気機関車58654号機
- 58786 - カタラン数[7]
- 59049 = 3の累乗数、310 [8][9] = 95 [10][11] = 2432。十乗数、平方数、五乗数。十乗数の一つ前は1024、次は1048576。五乗数の一つ前は32768、次は100000。
- 59081 - ツァイゼル数[5]
- 59888 - 38を基とする最小のハーシャッド数